# قرطبه (کویت)
شهر قرطبه  (به [] Error: {{Lang-xx}}: فاقد متن (راهنما)) در استان عاصمه در کشور کویت واقع شده‌است. جمعیت این شهر ۲۰٫۸۶۱ نفر است.